# Bürentogtoh járás
Bürentogtoh járás (mongol nyelven: Бүрэнтогтох сум) Mongólia Hövszgöl tartományának egyik járása. Területe 3800 km². Népessége kb. 5300 fő.
Székhelye Bajan (Баян), mely 51 km-re fekszik Mörön tartományi székhelytől.